# Oost-Saksisch voetbalkampioenschap 1913/14
In 1913/14 werd het twaalfde voetbalkampioenschap van Oost-Saksen gespeeld, dat georganiseerd werd door de Midden-Duitse voetbalbond. Dresdner Fußballring werd kampioen en plaatste zich voor de Midden-Duitse eindronde. De club won eerst van Budissa Bautzen en verloor dan van Chemnitzer BC.

## 1. Klasse
| Plaats | Club                         | Wed. | W  | G | V  | Saldo | Ptn.  |
| ------ | ---------------------------- | ---- | -- | - | -- | ----- | ----- |
| 1.     | Dresdner FC Fußballring 1902 | 18   | 14 | 2 | 2  | 50:23 | 30:6  |
| 2.     | Dresdner SV Guts Muts 1902   | 18   | 13 | 2 | 3  | 55:27 | 28:8  |
| 3.     | VfB 1903 Dresden             | 18   | 11 | 1 | 6  | 56:35 | 23:13 |
| 4.     | Dresdner SC 1898             | 18   | 9  | 4 | 5  | 41:35 | 22:14 |
| 5.     | FV Sachsen 1900 Dresden      | 18   | 8  | 3 | 7  | 55:33 | 19:17 |
| 6.     | BC Sportlust 1900 Dresden    | 18   | 8  | 2 | 8  | 35:37 | 18:18 |
| 7.     | FC Habsburg 1906 Dresden     | 18   | 6  | 1 | 11 | 38:48 | 13:23 |
| 8.     | FC Brandenburg 1901 Dresden  | 18   | 6  | 0 | 12 | 34:56 | 12:24 |
| 9.     | Dresdner FC von 1893         | 18   | 4  | 2 | 12 | 29:44 | 10:26 |
| 10.    | SC Dresdensia 1898 Dresden   | 18   | 2  | 1 | 15 | 18:73 | 5:31  |

|  | Kampioen, geplaatst voor Midden-Duitse eindronde |
|  | Degradatie play-off                              |

## Degradatie play-off
|             |                            |       |                    |  |
| 7 juni 1914 | SC Dresdensia 1898 Dresden | 1 – 6 | SpVgg 1905 Dresden |  |
| 7 juni 1914 |                            |       |                    |  |